# 高岳親王塔
高岳親王塔（たかおかしんのうとう）は、高知県土佐市の清瀧寺の不入(いらず)山にある、五輪の塔。

## 沿革
高岳親王が入唐のため南海道を向かったとき、土佐国に立ち寄ったと伝えられ、その遺徳を慕って人々が建てたという。

## 時代
南北朝時代の頃

## 形状
石製の五輪塔

## 場所
高知県土佐市の清瀧寺境内

## 備考
- 1953年（昭和28年）に高知県指定の史跡になっている。
- 現在不入山のため、非公開である。
- 考古学的調査は未だ手付かずである。
- 地元では「いらず」といって敬畏の念を持ち、子供らも入ってはいけないと教えられている。